# Купер, Роберт (военный)
Роберт Уиклиф Купер (англ. Robert Wickliffe Cooper; 1831—1867) — американский военный, офицер федеральной армии во время Гражданской войны в США, командовал кавалерией.

## Биография
Купер родился 19 октября 1831 года в Лексингтоне, штат Кентукки, в многодетной семье Спенсера Купера и его жены Мэри Бёртон Купер. Он учился в колледже Дикинсона в Пенсильвании, и окончил его в 1851 году.
В 1861 году, когда началась Гражданская война, он поступил на военную службу рядовым в Луисвилле, штат Кентукки. 15 ноября 1861 года его назначили сержантом, 24 января 1862 года — вторым лейтенантом в 20-й Кентуккийский пехотный полк. С февраля по июль 1862 года Роберт Купер был исполняющим обязанности адъютанта, затем адъютант-генералом 22-й бригады 4-й дивизии в Огайской армии. Купер проявил храбрость в осаде Коринфа, где был отмечен в официальном сообщении полковника Томаса Д. Седжвика (Thomas D. Sedgewick). В июле 1862 года он стал адъютант-генералом генерал-майора Уильяма Нельсона. Участвовал в  сражении при Ричмонде в августе 1862 года и был отмечен наградой генералом армии Союза, при этом попал в плен и освобожден из него 30 августа 1862 года по обмену.
26 марта 1863 года Роберт Купер продолжил службу в армии, и стал подполковником в 4-го Кентуккийского кавалерийского полка (после отставки полковника Бейлса). 4 июня 1863 года Купер был ранен, когда лошадь упала на него во время боя во Франклине, штат Теннесси. Затем участвовал против Джона Моргана в его рейде. Он командовал полком в битве при Чикамоге в сентябре 1864 года, после чего вернулся на родину в отпуск по болезни. 
9 июня 1864 года он отклонил требования Моргана о сдаче Лексингтона и отбил его атаку. В апреле 1865 года участвовал в боях в Монтгомери, штат Алабама, а в мае и июле 1865 года — в Олбани, штат Джорджия. С честью участвовал в боевых действиях 21 августа 1865 года в Мейконе, штат Джорджия. Получил многие награды за свою службу в этих боевых действиях. 2 марта 1867 года он был прикомандирован к Регулярной армии США, где служил в звании подполковника и затем полковника, принимал участие в битве при Ресаке, штат Джорджия, и взятии Монтгомери, штат Алабама.

## Послевоенная деятельность
В 1866 году Роберт Купер был назначен майором 7-го кавалерийского полка регулярной армии, в котором служил на западной границе под командованием подполковника Джорджа Кастера. Он был вторым командующим в форте Макферсон, штат Небраска, но к тому времени сильно страдал алкоголизмом. Во время экспедиции против племён шайеннов и сиу у Купера кончилась виски, что вызвало у него серьезные симптомы абстиненции. Он погиб от нанесенного самому себе выстрела в приступе белой горячки 8 июня 1867 года в лагере Лэйк-Крик, примерно в 50 милях к юго-востоку от форта Макферсон. Его смерть была первоначально признана самоубийством, но позднее изменена на смерть от руки неизвестного лица, при исполнении служебных обязанностей, чтобы его вдова могла получать пенсию.
Купер был похоронен на родине — в Лексингтоне, на кладбище Lexington Cemetery.

### Семья
Был женат на Саре Стил Венейбл (Sarah Steel Venable, 1841—1888), была похоронена рядом с мужем на кладбище Lexington Cemetery. У них была дочь, ставшая художницей — Мэри Купер.